# Давид Кікі
Давид Кікі (фр. David Kiki, нар. 25 листопада 1993, Вакон) — бенінський футболіст, захисник румунського клубу «Фарул».
Виступав, зокрема, за клуби «Бельфорт» та «Брест», а також національну збірну Беніну.
Чемпіон Румунії.

## Клубна кар'єра
У дорослому футболі дебютував 2012 року виступами за команду «Бельфорт», у якій провів три сезони, взявши участь у 52 матчах чемпіонату. 
Своєю грою за цю команду привернув увагу представників тренерського штабу клубу «Ніор-2», до складу якого приєднався 2015 року. Відіграв за дублерів клубу з Ніора наступні два сезони своєї ігрової кар'єри.
У 2015 році уклав контракт з клубом «Ніор», у складі якого провів наступні два роки своєї кар'єри гравця.  Більшість часу, проведеного у складі «Ніора», був основним гравцем захисту команди.
З 2017 року два сезони захищав кольори клубу «Брест-2». 
З 2017 року два сезони захищав кольори клубу «Брест». 
Згодом з 2019 по 2022 рік грав у складі команд «Ред Стар», «Брест-2», «Монтана» та «Арда» (Кирджалі).
До складу клубу «Фарул» приєднався 2022 року. Станом на 1 липня 2023 року відіграв за команду з Констанци 38 матчів в національному чемпіонаті.

## Виступи за збірну
У 2015 році дебютував в офіційних матчах у складі національної збірної Беніну.

## Титули і досягнення
- Чемпіон Румунії (2):

«Фарул»: 2022-23
ФКСБ: 2024-25
- Володар Суперкубка Румунії (1):

ФКСБ: 2024